# Palais Nikaia
Das Palais Nikaia ist eine Mehrzweckhalle in der französischen Hafenstadt Nizza, Département Alpes-Maritimes. Der Name  Nikaïa leitet sich ab von der antiken griechischen Siedlung, Vorgängerin des heutigen Nizza.
Das Palais Nikaia wurde zwischen 2000 und 2001 von dem Architekturbüro Louis Chevalier,
André und Serge Grésy aus Pau, entworfen und am 4. April 2001 eröffnet. In der Arena finden Konzerte, Kongresse, Sport- und andere Großveranstaltungen statt. In der Halle finden 6.250 Personen Platz, mit Stehplätzen maximal 9.000. Sie ist kombinierbar mit dem unmittelbar daneben liegenden Sportstadion Stade Charles-Ehrmann. Zusammen bietet sich insgesamt Platz für über 50.000 Zuschauer.
Die Halle liegt an der Ausfallstraße Route de Grenoble, ist über die A8, Ausfahrt Nizza-Saint Augustin zu erreichen und ist ca. fünf Minuten Fahrweg mit dem Auto entfernt vom Flughafen Nizza.
2013 fanden in Nizza die 7. Spiele der Frankophonie statt. Das Palais Nikaia war einer der Austragungsorte der Sport- und Kunstveranstaltung. Es fanden dort die Wettbewerbe im Judo und Freistilringen statt.
Am 3. April 2023 wurde bekannt, dass das Palais der Austragungsort des 21. Junior Eurovision Song Contests sein wird.